# Bulgária no Festival Eurovisão da Canção Júnior
A Bulgária participou no Festival Eurovisão da Canção Júnior pela primeira vez em 2007. A Televisão Nacional Búlgara (BNT), organização membro da União Europeia de Radiodifusão (EBU), é responsável pelo processo de seleção dos seus participantes, desde a sua estreia em 2007. O primeiro representante da nação a participar no concurso de 2007 foi Bon-Bon com a música "Bonbolandiya", que terminou em 7º lugar entre 17 inscrições participantes, alcançando uma pontuação de 86 pontos. O regresso da Bulgária ao concurso em 2014 revelou-se um sucesso, quando Krisia, Hasan e Ibrahim os representaram com a canção "Planet of the Children", alcançando 147 pontos e terminando em segundo lugar entre 16 países participantes, em comparação com o Eurovision Song Contest 2017, quando o país terminou em 2º lugar e obteve o melhor resultado de sempre do país numa competição da Eurovisão. Eles sediaram o concurso na Arena Armeec em 2015. Em 11 de junho de 2016, Lidia Ganeva venceu a seleção nacional "Decata na Bulgária sa super", ganhando o direito de representar a Bulgária no Junior Eurovision Song Contest 2016, em Valletta, Malta. Ganeva cantou a música selecionada internamente "Magical Day (Valsheben den)" no concurso. Ela recebeu 161 pontos e, portanto, terminou em 9º lugar entre 17 países participantes. A próxima participação no concurso foi em 2021, onde Denislava e Martin alcançaram o pior resultado do país até à data; 16º lugar entre 19 inscrições participantes com a música "Voice of Love".

## Hístoria
A Bulgária participou sete vezes no Festival Eurovisão da Canção Júnior, entrando pela primeira vez em 2007. A primeira participação foi Bon-Bon com "Bonbolandiya", que terminou em 7º lugar no concurso de 2007 em Roterdão. A segunda inscrição foi Krestiana Kresteva com "Edna mechta", que terminou em 15º e último lugar no concurso de 2008, recebendo apenas 15 pontos. A emissora búlgara BNT desistiu do concurso de 2009 e a Bulgária não competiu no concurso em Kiev ou na edição de 2010 em Minsk. A Bulgária regressou para a competição de 2011 em Erevan, depois fez uma pausa nas competições de 2012 e 2013.
A Bulgária regressou para a edição de 2014 em Malta, obtendo o seu melhor resultado de sempre numa competição da Eurovisão, quando Krisia, Hasan e Ibrahim ficaram em segundo lugar no "Planeta das Crianças".  O seu sucesso ajudou a revigorar o interesse público no concurso. De acordo com o Google Trends, o Junior Eurovision foi o oitavo evento de tendência mais rápido na Bulgária em 2014, à frente do Aberto da Austrália de 2014 e do Ano Novo de 2014.
Em 26 de janeiro de 2015, foi anunciado que a Bulgária sediaria a edição de 2015 na Arena Armeec, em Sófia, em 21 de novembro. O concurso júnior de 2015 foi patrocinado para fornecer ao BNT o apoio financeiro necessário para o regresso à Eurovisão em 2016, a sua primeira Eurovisão desde 2013. Em junho de 2016, o BNT selecionou sua artista para o  Festival Eurovisão da Canção Júnior 2016 em Valeta, Lidia Ganeva. Depois de confirmar inicialmente a sua participação no concurso de 2017 na Geórgia,  a Bulgária retirou a sua candidatura devido à reestruturação dentro da emissora e não apareceu na lista final de países divulgada pela EBU em 9 de agosto de 2017. Em 28 de abril 2021, a Bulgária anunciou que não voltaria em 2021. No entanto, em 2 de setembro de 2021, foi confirmado que a Bulgária retornaria ao concurso após a última participação em 2016 A Bulgária desistiu mais uma vez da edição de 2022 por razões desconhecidas, embora tivesse originalmente confirmado a participação.

## Idiomas a concurso
| Idioma          | Vezes |
| --------------- | ----- |
| Búlgaro         | 5     |
| Búlgaro, Inglês | 2     |

## Participação
Legenda
     Vencedor
     2.º lugar
     3.º lugar
     Pontuação Nula ("Null Points")/Último Lugar
     Melhor classificação (fora do top 3)
     Qualificação para a final (fora do top 3)
     País-anfitrião
     Desclassificado
| #                               | Ano           | Artista                  | Língua | Canção               | Tradução        | Lugar | Pontos |
| ------------------------------- | ------------- | ------------------------ | --- | -------------------- | --------------- | ----- | ------ |
| 1º                              | Roterdão 2007 | Bon-Bon                  | "Bonbolandiya" C & L:Bon-Bon | Bonbolândia          | Búlgaro         | 7º    | 86     |
| 2º                              | Limassol 2008 | Krastyana Krasteva       | "Edna mechta" C & L:Krastyana Krasteva | Um sonho             | Búlgaro         | 15º   | 15     |
| Não participou de 2008 até 2011 |               |                          | |                      |                 |       |        |
| 3º                              | Erevan 2011   | Ivan Ivanov              | "Superhero" C & L:Ivan Ivanov | Superheroi           | Búlgaro         | 8º    | 60     |
| Não participou de 2011 até 2014 |               |                          | |                      |                 |       |        |
| 4º                              | Marsa 2014    | Krisia, Hassan & Ibrahim | "Planet of the children" C:Evgeni Dimitrov, Krisia Tododrova, Slavi Trifonov L:Ivaylo Vulchev, Krisia Todorova                                                                 | Planeta das crianças | Búlgaro         | 2º    | 147    |
| 5º                              | Sófia 2015    | Gabriela & Ivan          | "Colour of hope" C:Evgeni Dimitrov, Georgi Milchev-Godjy, Slavi Trifonov L: Gabriela Yordanova, Ivaylo Vulchev                                                                 | Cores da esperança   | Búlgaro         | 9º    | 62     |
| 6º                              | Valeta 2016   | Lydia Ganeva             | "Vashelben den" C:Vladimir 'Grafa' Ampov L:Iliya Grigorov, Vladimir 'Grafa' Ampov                                                                                              | Dia Magico           | Búlgaro, Inglês | 9º    | 161    |
| Não participou de 2016 a 2021   |               |                          | |                      |                 |       |        |
| 7º                              | Paris 2021    | Denislava & Martin       | "Voice of Love" C:Davor Jordanovski, Vasil Garvanilev, Vasil Garvanliev, Vesna Malinova L:Davor Jordanovski, Stan Stefanov, Vasil Garvanilev, Vasil Garvanilev, Vesna Malinova | Voz do amor          | Búlgaro, Inglês | 16°   | 77     |
| Não participou desde 2021       |               |                          | |                      |                 |       |        |

## Comentadores e porta-vozes
| Anos      | Comentadores                        | Porta-voz              |
| --------- | ----------------------------------- | ---------------------- |
| 2007      | Elena Rosberg and Georgi Kushvaliev | Lyubomir Hadjiyski     |
| 2008      | Elena Rosberg and Georgi Kushvaliev | Marina Baltadzi        |
| 2009–2010 | Sem transmissão                     | Não participou         |
| 2011      | Elena Rosberg and Georgi Kushvaliev | Samuil Sarandev-Sancho |
| 2012–2013 | Sem transmissão                     | Não participou         |
| 2014      | Elena Rosberg and Georgi Kushvaliev | Ina Angelova           |
| 2015      | Elena Rosberg and Georgi Kushvaliev | Vladimir Petkov        |
| 2016      | Elena Rosberg and Georgi Kushvaliev | Milen Pavlov           |
| 2017–2020 | Sem transmissão                     | Não participou         |
| 2021      | Elena Rosberg and Petko Kralev      | Arianne                |
| 2022–2023 | Sem transmissão                     | Não participou         |

## Edições realizadas em França
| Ano  | Cidade | Local        | Apresentador(es) | Ref.  |
| ---- | ------ | ------------ | ---------------- | ----- |
| 2015 | Sófia  | Arena Armeec | Poli Genova      | [ 8 ] |